# Bao afin

Trong toán học, bao afin của tập hợp S trong không gian Euclide Rn là tập afin nhỏ nhất chứa S, hay định nghĩa tương đương: bao afin là giao của tất cả các tập afin chứa S. Ở đây, tập afin được hiểu là một tập sinh ra do sự tịnh tiến một không gian con vectơ.
Bao afin của S - ký hiệu là aff(S) là tập hợp tất cả các tổ hợp affine của các phần tử thuộc S, tức là:
{\displaystyle {\mbox{aff}}(S)=\{\alpha _{1}x_{1}+\alpha _{2}x_{2}+\cdots +\alpha _{k}x_{k}|x_{i}\in S,\alpha _{i}\in \mathbb {R} ,i=1,\dots ,k,\alpha _{1}+\alpha _{2}+\cdots +\alpha _{k}=1,k=1,2,\dots \}.}

## Ví dụ
- Bao afin của một tập hợp gồm hai điểm khác nhau là đường thẳng đi qua hai điểm đó.
- Bao afin của một tập hợp gồm ba điểm không thẳng hàng là một mặt phẳng đi qua ba điểm đó.

## Tính chất
- aff(aff(S) = aff(S)
- aff(S) là một tập đóng

## Các tập liên quan
Nếu thay vì dùng tổ hợp afin ở định nghĩa trên, người ta dùng tổ hợp lồi, tức đòi hỏi thêm một điều kiện là tất cả các {\displaystyle \alpha _{i}} đều là số không âm, khi đó người ta thu được cái gọi là bao lồi của S, mà phải nhỏ hơn so với bao afin của S vì có thêm điều kiện ràng buộc nói trên.
Tuy nhiên, nếu bây giờ chúng ta không đặt bất kỳ giới hạn nào lên các {\displaystyle \alpha _{i}}, tức chúng ta thay tổ hợp afin bằng tổ hợp tuyến tính thì ta được một tập gọi là span tuyến tính của S, mà hiển nhiên là lớn hơn bao affine của S.